# Развој светског рекорда на 5.000 метара у дворани за жене
Светски рекорди у дисциплини трчања на 5.000 метара у женској конкуренцији, које ИААФ званично признаје, воде се од 1980. године.
ИААФ је до 31. 1. 2018. године ратификовала 10 светска рекорда у женској конкуренцији.

## Рекорди на 5.000 метара
Рекорди ратификовани од ИААФ-а
| Време    | Атлетичарка      | Земља            | Место                           | Датум             | Трајање                       |
| -------- | ---------------- | ---------------- | ------------------------------- | ----------------- | ----------------------------- |
| 16:28,6  | Ајлин Хорнбергер | Сједињене Државе | Коламбија, САД                  | 7. март 1980.     | 7 месеци и 13 дана            |
| 15:34,5  | Маргарет Грус    | Сједињене Државе | Блексбург, САД                  | 20. фебруар 1981. | 4 године, 11 месеци и 5 дана  |
| 15:19,84 | Лесли Велч       | Сједињене Државе | Бостон, САД                     | 25. јануар 1986.  | 2 године и 5 дана             |
| 15:25,02 | Бренда Веб       | Сједињене Државе | Гејнсвил, САД                   | 30. јануар 1988.  | 1 година, 11 месеци и 8 дана  |
| 15:22,64 | Лин Џенингс      | Сједињене Државе | Хановер, САД                    | 7. јануар 1990.   | 1 година и 19 дана            |
| 15:17,28 | Соња О'Саливен   | Ирска            | Бостон, САД                     | 26. јануар 1991.  | 15 дана                       |
| 15:13,72 | Ута Пипиг        | Немачка          | Штутгарт, Немачка               | 10. фебруар 1991. | 1 година и 12 дана            |
| 15:03,17 | Лиз Маколган     | Велика Британија | Бирмингем, Уједињено Краљевство | 22. фебруар 1992. | 6 година, 11 месеци и 22 дана |
| 14:47,35 | Габријела Сабо   | Румунија         | Дортмунд, Немачка               | 13. фебруар 1999. | 4 године, 11 месеци и 18 дана |
| 14:39,29 | Берхане Адере    | Етиопија         | Штутгарт, Немачка               | 31. јануар 2004.  | 11 месеци и 29 дана           |
| 14:32,93 | Тирунеш Дибаба   | Етиопија         | Бостон, САД                     | 29. јануар 2005.  | 1 година, 11 месеци и 29 дана |
| 14:27,42 | Тирунеш Дибаба   | Етиопија         | Бостон, САД                     | 27. јануар 2007.  | 2 године и 22 дана            |
| 14:24,37 | Месерет Дефар    | Етиопија         | Стокхолм, Шведска               | 18. фебруар 2009. | 6 година и 1 дан              |
| 14:18,86 | Гензебе Дибаба   | Етиопија         | Стокхолм, Шведска               | 19. фебруар 2015. | 10 година и 97 дана           |